# Yssandon
Yssandon is een gemeente in het Franse departement Corrèze (regio Nouvelle-Aquitaine) en telt 599 inwoners (1999). De plaats maakt deel uit van het arrondissement Brive-la-Gaillarde.

## Geografie
De oppervlakte van Yssandon bedraagt 20,3 km², de bevolkingsdichtheid is 29,5 inwoners per km².
De onderstaande kaart toont de ligging van Yssandon met de belangrijkste infrastructuur en aangrenzende gemeenten.

## Demografie
Onderstaande figuur toont het verloop van het inwonertal (bron: INSEE-tellingen).